# Parvicaecilia
Parvicaecilia es un género de anfibios gimnofiones de la familia Siphonopidae.
Endémicas del noroeste de Colombia, las especies adscritas a este género hasta ahora son estas 2:
- Parvicaecilia nicefori (Barbour, 1924)
- Parvicaecilia pricei (Dunn, 1944)